# Moniza Alvi
Moniza Alvi (* 2. Februar 1954 in Lahore, Pakistan) ist eine pakistanisch-britische Dichterin, die unter anderem 2002 mit dem Cholmondeley Award ausgezeichnet wurde.

## Leben

### Lehrerin, erste Gedichtbände undNew Generation Poets

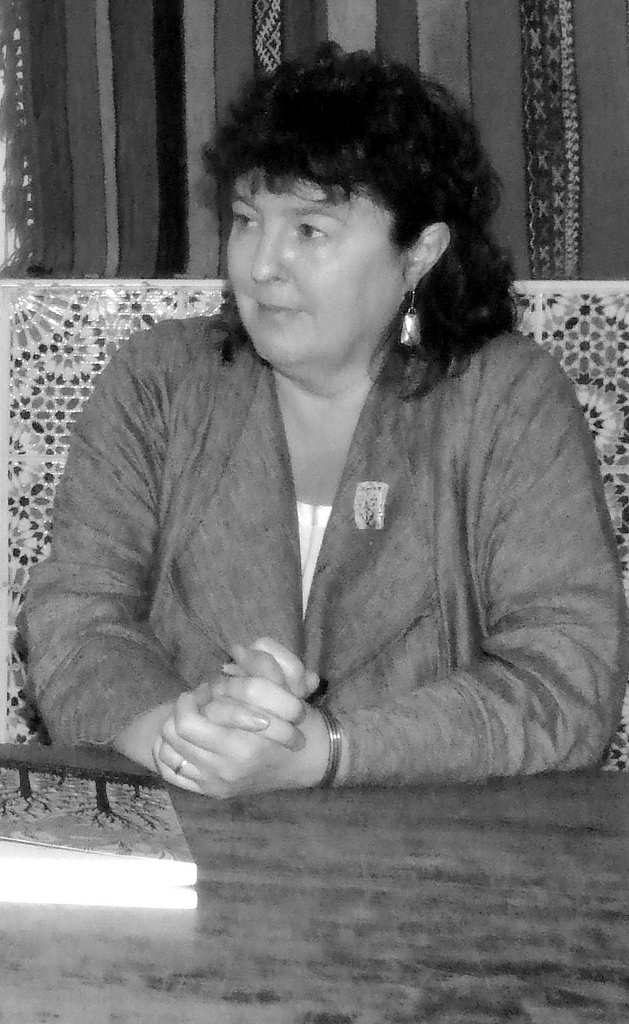
Carol Ann Duffy gehörte wie Moniza Alvi zur Gruppe der New Generation poets und bekam ebenfalls den Cholmondeley Award.

Moniza Alvi, Tochter eines pakistanischen Vaters und einer britischen Mutter, wuchs in Hatfield in der Grafschaft Hertfordshire auf. Sie absolvierte nach dem Schulbesuch Studien der Fächer englische Sprache und englische Literatur an der University of York sowie an der University of London und erwarb einen Bachelor of Arts (B.A. English). Nachdem sie viele Jahre als Lehrerin an Sekundarschulen und Leiterin der Englisch-Abteilung der Aylwin School in London gearbeitet hat, ist sie jetzt als freiberufliche Autorin sowie Tutorin am Open College of the Arts und lebt in Wymondham, Norfolk. Alle ihre Gedichte werden von Bloodaxe Books veröffentlicht.
Für ihre ersten Gedichte gewann sie 1991 den The Poetry Business Prize. 1992 erschien mit Peacock Luggage ihr erster Gedichtband, den sie mit Peter Daniels herausgab. The Country at My Shoulder (1993) ist Moniza Alvis erste Gedichtsammlung in voller Länge und enthält eine Reihe von Gedichten, die 1991 den Poetry Business Competition gewonnen haben. Das Herzstück der Sammlung ist eine Gedichtgruppe mit dem Titel „Presents from my Aunts in Pakistan“ („Geschenke von meiner Tante aus Pakistan“), die die zunehmende Bedeutung ihres Geburtsortes für die Dichterin untersucht. Viele Menschen haben heute ein „Land auf ihrer Schulter“ – eine Heimat, die sie zurückgelassen haben, oder einen Geburtsort, der selten, vielleicht nie, besucht wurde, aber dennoch ein wichtiger Teil ihres imaginären und realen Lebens ist. Diese Gedichte betonen sowohl das Unruhige als auch das Feierliche und sind sowohl in Bezug auf das Thema als auch auf die Herangehensweise vielfältig. Sie sind mit einer leichten Note geschrieben, aber sie sind reich an Bildern, und die Stimme der Dichterin ist, obwohl zart, deutlich und einprägsam.
1994 gehörte sie neben John Burnside, Carol Ann Duffy, Michael Hofmann, Don Paterson und anderen zur Gruppe der New Generation poets und sie wurde von der Literaturkritik der wachsenden Zahl aus Asien stammenden weiblicher Autoren in Großbritannien wie Meera Syal und Sujata Bhatt zugerechnet. Ihr Ohr für Kadenz erinnerte auch an die persische Lyrik von Mimi Khalvati. Im Nachhinein erscheinen diese Gruppierungen als gesellschaftskritische Wunscherfüllung – Alvi sagt dazu: „Die Gedichte, die meine asiatische Herkunft nicht betreffen, sind mir gleich wichtig… Ich habe über Pakistan geschrieben, auch weil es so war, in erster Linie eine Fantasie.“ Sie schreibt einen sparsamen freien Vers, der ein entwaffnendes Gefühl von Unwissenheit hat, obwohl die scheinbare „Unschuld“ ihrer Stimme einen starken intellektuellen Drang verbirgt, ihre dualen kulturellen Welten, ihre Sprachen und ihren Druck zu erforschen und sich mit ihnen auseinanderzusetzen.
In ihrer 1996 herausgegebenen zweiten eigenen Gedichtsammlung A Bowl of Warm Air betrat Moniza Alvi das Territorium, das sie sich in The Country at my Shoulder zu eigen gemacht hat, einem Buch, das sie zu einer der auserwählten Dichterinnen der „neuen Generation“ gemacht hat. Diese Gedichte, von denen viele auf Besuchen in ihrem Geburtsort Pakistan basieren, sind schön, nachdenklich und ziemlich wunderbar zugleich. Alvis Arbeit ist seit ihrer letzten Veröffentlichung im Jahr 1993 an Zuversicht und Wärme gewachsen. Ihre Gedichte über Pakistan und Indien sind von größerer Ernsthaftigkeit durchdrungen, aber sie hat ihre Zartheit und den sanften Surrealismus bewahrt, der ihre Arbeit auszeichnet.

### Dichterisches Schaffen in den 2000er Jahren und derCholmondeley Award2002

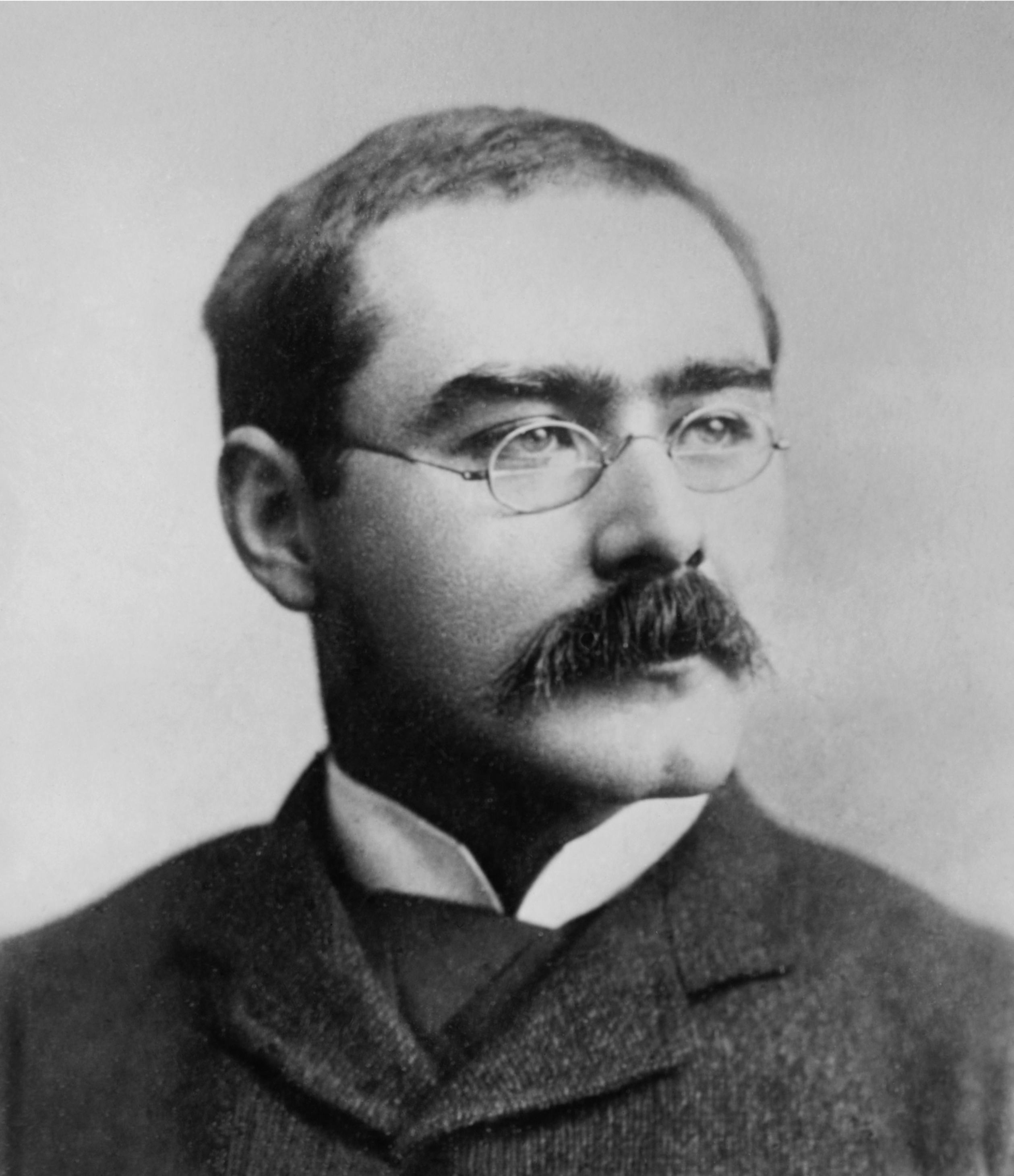
Rudyard Kiplings Just So Stories for Little Children inspirierte Alivis Gedichtsammlung How the Stone Lost its Voice (2005).

In den neuen Gedichten von Carrying My Wife (2000) verwandeln ihre zart gezeichneten Fantasien das Vertraute in seltsame Beschwörungen der Freuden und Spannungen von Beziehungen, von Liebe, Intimität, Frustration, Eifersucht und Paranoia, ihre reiche Bildsprache und üppige Fantasie erinnern an die Transformationen von Chagall-Gemälden, die Traumvisionen von Douannier-Rousseau. In der Titelsequenz spielt sie die Rolle des Ehemanns einer imaginären Ehefrau. Aus männlicher oder „Ehemann“-Sicht schreibend, ist sie in der Lage, sich von ihm zu distanzieren.
2002 wurde Moniza Alvi mit dem Cholmondeley Award ausgezeichnet. Ihr Gedicht „Presents from my Aunts in Pakistan“ wurden in der 2000 sowie 2004 erschienenen AQA Anthology in der Kategorie Gedichte aus anderen Kulturen und Traditionen aufgenommen. Die Gedichtsammlung How the Stone Lost its Voice (2005) war inspiriert von Rudyard Kiplings Just So Stories for Little Children. 2008 erschien Split world. Poems, 1990–2005, das Gedichte aus ihren fünf früheren Sammlungen enthält. In ihren frühen Werken stützte sie sich in Gedichten auf reale und imaginäre Heimatländer, die „lebendig, witzig und von unerwarteten und köstlichen Einblicken ins Surreale durchdrungen sind – das dritte Land dieser Dichterin“, so die Dichterin Maura Dooley. Ihre weniger autobiografischen späteren Bücher beschäftigen sich nicht nur mit den Trennungen zwischen Ost und West, sondern auch mit dem Wechselspiel zwischen Innen- und Außenwelt, Vorstellung und Realität, Physischem und Spirituellem.

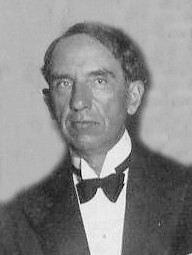
Jules Supervielle, dessen Gedichte Moniza Alvi aus dem Französischen übersetzte.

Ihre Gedichtband Europa erschien 2008 auf der Shortlist für den T. S. Eliot Prize. Ihr Gedicht „Upholding the ‚I‘“ erschien in der 2011 von Carol Ann Duffy veröffentlichten Anthologie Soul Feathers. At the Time of Partition (2013), das in seinem Erscheinungsjahr ebenfalls auf der Shortlist für den T. S. Eliot Prize erschien, ist ein buchlanges Gedicht, welches zur Zeit der Teilung Indiens und Pakistans im Jahr 1947 spielt, als Tausende von Menschen bei zivilen Unruhen getötet und Millionen vertrieben wurden und Familien später zwischen den beiden Ländern aufgeteilt wurden. Inspiriert von der eigenen Familiengeschichte webt Moniza Alvi in diesem kraftvollen Werk in 20 Teilen eine zutiefst persönliche Geschichte von Stärke und Mut sowie von tragischen Verlusten. 2011 erschien unter dem Titel Homesick for the earth eine Übersetzung der Gedichte des französischen Dichters Jules Supervielle. Sie schrieb dazu: „Seit mehreren Jahren verfasse ich Versionen von Supervielles Gedichten, wobei ich mich stark von seinem Schreibstil angezogen fühle, während ich gleichzeitig zufällige Parallelen zu meinem eigenen Leben entdecke, wie etwa seine Geburt „anderswo“ auf einem anderen Kontinent. Mein Ziel war es, den Geist der französischen Gedichte und so viele ihrer Implikationen wie möglich beizubehalten und gleichzeitig ein Gedicht zu schreiben, das auf Englisch lebt. Ich dachte, er sei ein bezaubernder, inspirierender Dichter, der es verdient hätte, in diesem Land so viel bekannter zu werden.“ Eine Sammlung ihrer Gedichte wurde 2014 in Italien von Donzelli Editore in der Reihe Poesia in einer Übersetzung von Paola Splendore mit dem Titel Un mondo diviso veröffentlicht.
Der 2018 veröffentlichte Band Blackbird, bye bye wird von Vögeln vereint. Ihre Kreationen „Motherbird“ und „Fatherbird“ sind inspiriert von ihren Eltern, dem Verlust ihres Vaters und seiner Auswanderung aus Pakistan. Unter den vielen Vogelgedichten befinden sich Versionen der französischen Dichter Jules Supervielle und Saint-John Perse sowie Gedichte „nach“ den Gemälden des spanisch-mexikanischen Surrealisten Remedios Varo. Ihr 2022 erschienenes Werk Fairoz ist eine Gedichtsequenz in Buchlänge, in der Moniza Alvi die Anfälligkeit eines imaginären Teenager-Mädchens für Extremismus untersucht. Die fragmentierte, collagierte Erzählung des Buches vereint märchenhafte Elemente, Einblicke in Fairoz’ Gedanken und Dialogstücke. Eine folkloristische Darstellung von Gott und dem Teufel bildet einen ironischen Kontrapunkt und berührt Fragen der Moral sowie eine kraftvolle Darstellung menschlicher Verwundbarkeit.

## Veröffentlichungen
Zu den Werken von Moniza Alvi gehören unter anderem folgende Gedichtbände:
- Peacock Luggage, Mitautor Peter Daniels, 1992
- The Country at My Shoulder, 1993, ISBN 978-0-19-283125-5
- A Bowl of Warm Air, Oxford University Press, 1996, ISBN 978-0-19-282520-9
- Carrying My Wife, Newcastle-upon-Tyne, Bloodaxe Books; Chester Springs, Dufour Editions, 2000
- Souls, Tarset, Bloodaxe Books, 2002
- How the Stone Lost its Voice, 2005
- Europa, Tarset, Bloodaxe Books, 2008
- Split world. Poems, 1990–2005, Tarset Bloodaxe Books, 2008, ISBN 978-1-85224-802-4
- Jules Supervielle, 1884–1960. Homesick for the earth. Poems, Übersetzung aus dem Französischen, Tarset, Bloodaxe Books, 2011, ISBN 978-1-85224-920-5
- At the Time of Partition, Tarset, Northumberland, Bloodaxe Books, 2013, ISBN 978-1-85224-984-7
- Blackbird, bye bye, Hexham, Bloodaxe Books, 2018, ISBN 978-1-78037-422-2
- Fairoz, Bloodaxe Books, 2022, ISBN 978-1-78037-600-4

## Hintergrundliteratur
- Susan Bassnett, André Lefevere: Constructing Cultures. Essays on Literary Translation, 1998, ISBN 978-1-85359-352-9, S. 61 (Onlineversion)
- Lorna Sage, Germaine Greer, Elaine Showalter: The Cambridge guide to women’s writing in English, 1999, ISBN 978-0-521-66813-2, S. 14 f. (Onlineversion)
- Sue Dymoke: Drafting and Assessing Poetry. A Guide for Teachers, 2003, ISBN 978-0-7619-4855-1 (Onlineversion)
- Jane Dowson, Alice Entwistle: A history of twentieth-century British women’s poetry, 2005, ISBN 978-0-521-81946-6, S. 203 ff. u. a.(Onlineversion)
- Muneeza Shamsi: Complexities of Home and Homeland in Pakistani English Poetry and Fiction, S. 256 ff., in: Malashri Lal, Sukrita Paul Kumar: Interpreting Homes in South Asian Literature, 2007, ISBN 978-81-317-0637-4 (Onlineversion)
- Mitali Pati Wong, Syed Khwaja Moinul Hassan: The English Language Poetry of South Asians. A Critical Study, 2013, ISBN 978-0-7864-3622-4, S. 92–94 (Onlineversion)
- Sonja Lehmann: Monica Alvi’s „Europa“. Rewriting Myth from a Feminist Postcolonial Perspective, in: Nikola Roßbach, Rebekka Habermas, Silke Förschler: Verorten – Verhandeln – Verkörpern. Interdisziplinäre Analysen zu Raum und Geschlecht, 2014, ISBN 978-3-8394-2399-8, S. 11, 41 ff. (Onlineversion)
- Sarah Broom: Contemporary British and Irish Poetry. An Introduction, 2005, ISBN 978-1-137-11367-2, S. 66–72 (Onlineversion)